# قنطرة (نقل)

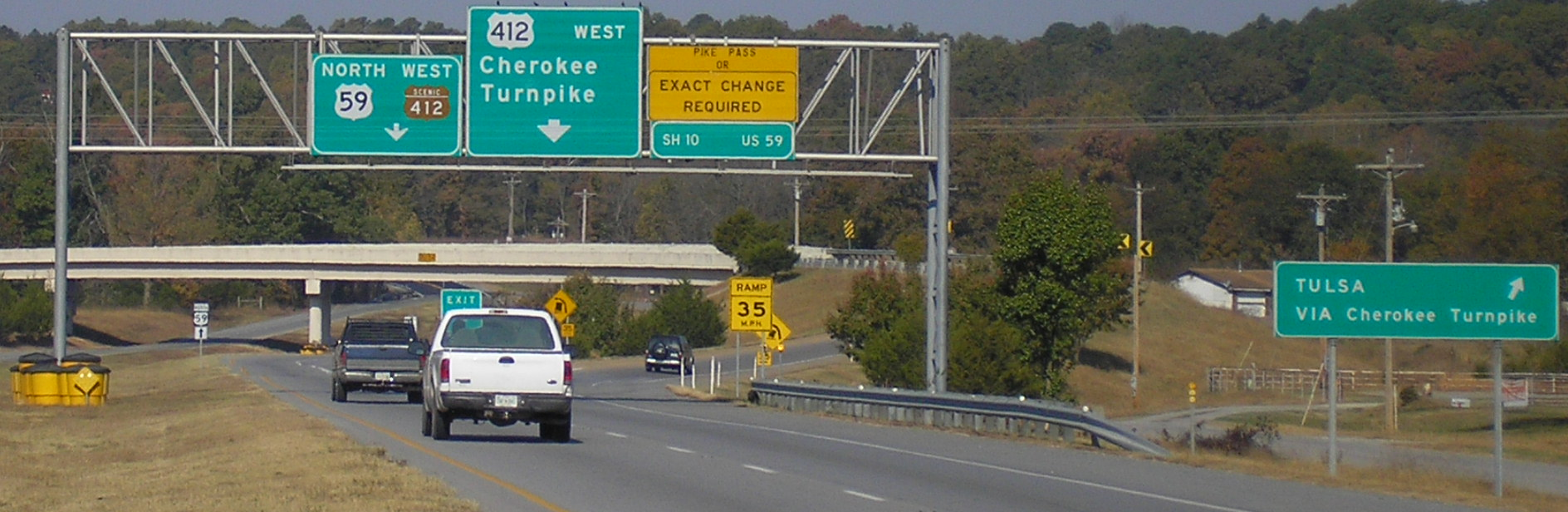
قنطرة في طريق سريع

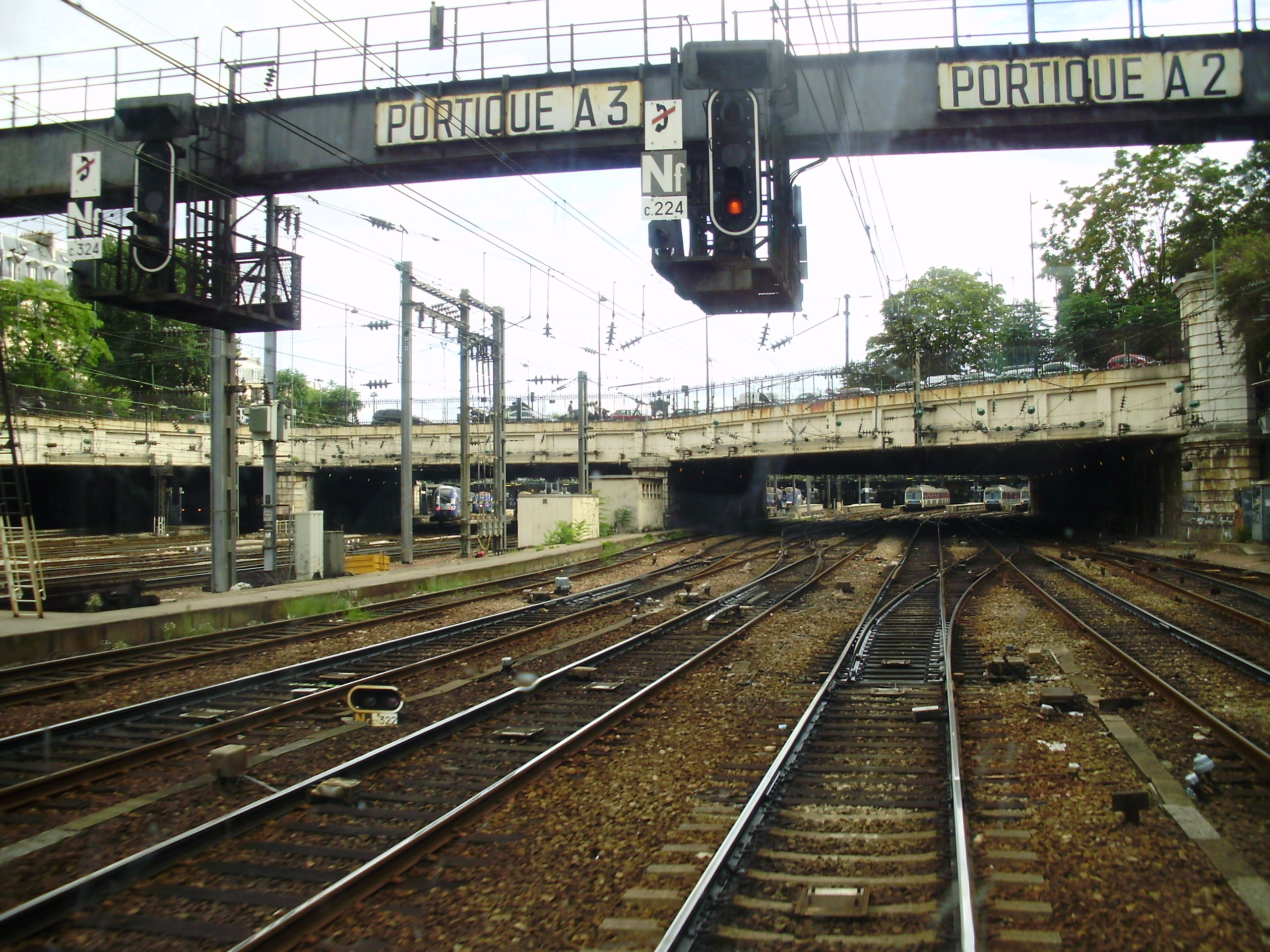
قنطرة تحمل إشارات مرور على خطوط سكك حديدية

القنطرة أو حاملة اللافتات هي هيكل لحمل اللافتات المرورية أو تثبيت إشارات السكك الحديدية. وغالبًا ما تحتوي أيضًا على أجهزة الإبلاغ عن حركة المرور.